# Sibel Dinçer
Sibel Dinçer es una deportista turca que compitió en taekwondo. Ganó dos medallas en el Campeonato Europeo de Taekwondo en los años 1988 y 1990.

## Palmarés internacional
| Campeonato Europeo | Campeonato Europeo | Campeonato Europeo | Campeonato Europeo |
| Año                | Lugar              | Medalla            | Categoría          |
| ------------------ | ------------------ | ------------------ | ------------------ |
| 1988               | Ankara (Turquía)   | Medalla de oro     | –60 kg             |
| 1990               | Århus (Dinamarca)  | Medalla de bronce  | –55 kg             |